# Jászladány
Jászladány is een plaats (nagyközség) en gemeente in het Hongaarse comitaat Jász-Nagykun-Szolnok. Jászladány telt 6296 inwoners (2001).

## Geboren
- András Paróczai (11 mei 1956), atleet